# 1866 a vasúti közlekedésben
Ez a szócikk a 1866-ban történt vasúti eseményeket mutatja be.

## Események Magyarországon
- július 30. – elindul az első lóvasútkocsi Pest és Újpest között.
- július 31. – eindul az első menetrendszerű lóvasútkocsi Pest és Újpest között.